# 陈进玉
陈进玉（1946年2月—），浙江苍南人，中华人民共和国政治人物。

## 生平
1970年，毕业于北京大学哲学系。1987年，历任中共中央办公厅调研室主任、全国政协副秘书长、宁夏回族自治区副主席、国务院副秘书长等职。2008年4月，担任国务院参事室主任。2015年6月卸任国务院参事室主任。